# Буке, Мишель
Мишель Буке (фр. Michel Bouquet; 6 ноября 1925[…], XIV округ Парижа — 13 апреля 2022[…], XVIII округ Парижа) — французский актёр театра и кино.
За свои работы Буке был дважды удостоен театральной премии Мольера и дважды — кинопремии «Сезар».
В 1960—1970-х годах Буке сыграл серию значимых ролей в фильмах режиссёров французской новой волны Франсуа Трюффо и Клода Шаброля.

## Биография
Мишель Буке с семи лет воспитывался в интернате, затем работал помощником пекаря, зубного врача и клерком в банке.

### Театральная карьера
В 1943 году Буке начал брать уроки актёрского мастерства, получил актёрское образование в Национальной консерватории драматического искусства. В 1944 году Буке сыграл свою первую главную роль в театре. В дальнейшем успешная театральная карьера Буке включала работы в спектаклях по произведениям Дидро, Мольера, Эжена Ионеско, Сэмюела Беккета, Августа Стриндберга и других драматургов.
В 1977 году Буке стал профессором Национальной консерватории драматического искусства.
Дважды — в 1995 и 2005 годах — за свои театральные работы Буке как лучший актёр был удостоен премии Мольера. Ещё четырежды он выдвигался на эту премию.

### Кинокарьера
В 1947 году, уже став признанным театральным актёром, Буке сыграл свою первую роль в кино в фильме «Месье Венсан».
Округлые формы, мелкие черты лица, глубокий голос и характерная улыбка сделали Буке востребованным актёром как в драматическом, так и в комедийном жанрах, часто исполнявшим роли отрицательных и непривлекательных персонажей.
После серии второстепенных ролей в начале 1960-х годов на Буке обратили внимание режиссёры Французской новой волны Франсуа Трюффо и Клод Шаброль. Буке создал психологически сложные, запоминающиеся характеры в фильмах Трюффо «Невеста была в чёрном» и «Сирена с „Миссисипи“», а также в фильмах Шаброля «Неверная жена», «Перед тем, как опустится ночь», «Цыплёнок под уксусом» и других.
В 1976 году Буке сыграл миллионера Пьера Рамбаль-Коше в фильме «Игрушка» с Пьером Ришаром.
В 1982 году Буке сыграл запоминающуюся роль Жавера в фильме Робера Оссейна «Отверженные».
Буке продолжал сниматься в 2010-х годах, сыграв в фильмах «Ренуар. Последняя любовь», «Маленькая комната», «Антиквар», «Благодать Люсии».

### Награды
Буке дважды получал премию «Сезар» как лучший киноактёр: в 2002 году — за роль в фильме «Как я убил своего отца», и в 2006 году — за исполнение роли Франсуа Миттерана в фильме «Странник на Марсовом поле».
В 1991 году Буке получил Европейскую кинопремию как лучший актёр и Премию Давида ди Донателло как лучший иностранный актёр за работу в фильме «Тото-герой».
В 2007 году Буке был удостоен звания командора Ордена Почётного легиона.

## Фильмография
1947 — Месье Венсан / Monsieur Vincent — Le tuberculeux
1947 — Борьба с преступностью / Brigade criminelle — Le tueur
1949 — Манон / Manon — Le second
1949 — Белые лапы / Pattes blanches — Морис
1951 — Две южных фиалки / Deux sous de violettes — Морис Дельбез
1955 — Нельская башня / La tour de Nesle — Людовик X
1958 — Ловушка / Le piège — комиссар
1959 — Катя / Katia — Бибеско
1964 — Странная дружба / Les Amitiés particulières — Le père de Trennes
1965 — Тигр душится динамитом / Le Tigre se parfume à la dynamite — Жак Верморель
1967 — Ламьель / Lamiel — доктор Сансинс
1967 — Дорога в Коринф / La route de Corinthe — Шарп
1968 — Невеста была в чёрном / La mariée était en noir — Корал
1968 — Неверная жена / La femme infidèle — Шарль Десвалис
1969 — Сирена с «Миссисипи» / La sirène du Mississipi — Камолли
1970 — Последний прыжок / Le dernier saut — Жоран
1970 — Борсалино / Borsalino — мэтр Ринальди
1970 — Разрыв / La rupture — Людовик Ренье
1970 — Полицейский / Un condé — инспектор Фавенин
1971 — Обратный отсчет / Comptes à rebours — Вальберг
1971 — Перед тем, как опустится ночь / Juste avant la nuit — Шарль Мэссон
1971 — Мальпертюи / Malpertuis — Шарль Диделу
1972 — Паулина 1880 / Paulina 1880 — мистер пандольфини
1972 — Страсть к путешествиям / L’humeur vagabonde — Марсель Бинго и ещё 19 ролей
1972 — Три миллиарда без лифта / Trois milliards sans ascenseur — Альберт
1972 — Похищение в Париже / L’attentat — Me Лемперюр
1972 — Шантаж / Il n’y a pas de fumée sans feu — Мориа
1973 — Папа, маленькие кораблики… / Papa, les petits bateaux… — Maрк
1973 — Змей / Le serpent — Taвел
1973 — Святое семейство / La sainte famille — Сторм
1973 — Знать запрещено / Défense de savoir — Поль Кристиани
1973 — Двое в городе / Deux hommes dans la ville — комиссар Готро
1973 — Большие чувства ведут к большой еде / Les grands sentiments font les bons gueuletons — Клод Реверсон
1973 — Заговор / Le complot — Лелонг
1973 — Ангелы / Les anges
1974 — Руку на отсечение / …la main à couper — Жорж Нобле
1974 — Анонимная компания Франции / France société anonyme — Француз
1974 — Подозреваемые / Les suspects — Делару
1974 — Целую, до понедельника / Bons baisers… à lundi — Нес-Д’Бьеф
1974 — Динамит и немного терпения / La dynamite est bonne à boire
1975 — По ту сторону страха / Au-delà de la peur — Клод Валлар
1975 — Венсан запряг осла и пошёл за другим / Vincent mit l'âne dans un pré (et s’en vint dans l’autre) — Пьер Верне
1975 — Томас / Thomas — Андре
1976 — Игрушка / Le jouet — Пьер Рамбаль-Коше
1978 — В интересах государства / La raison d'état — Франсис Джобин
1978 — Гибель мадам Леман / L’ordre et la sécurité du monde — Мюллер
1980 — Турский священник — аббат Трубер
1982 — Отверженные / Les misérables — инспектор Жавер
1982 — Моцарт (ТВ) / Mozart — Леопольд Моцарт
1983 — Мимолетный побег / La fuite en avant — Вандеркюлен
1985 — Цыплёнок под уксусом / Poulet au vinaigre — Хуберт Лавуазье
1991 — Тото-герой / Toto le héros — Томас
1991 — Все утра мира / Tous les matins du monde — Богин
1993 — Радость жизни / La joie de vivre — Шарме
1994 — Элиза / Élisa — Самуэль
2000 — Рукопись князя / Il manoscritto del principe — Джузеппе Томази ди Лампедуза
2001 — Как я убил своего отца / Comment j’ai tué mon père — Морис
2001 — Лейла / Leïla — Фортеллер
2003 — Отбивные / Les côtelettes — Потье
2004 — Обед госпожи Андесмас / L’après-midi de monsieur Andesmas — господин Андесмас
2005 — Прогуливающийся по Марсову полю / Le promeneur du champ de Mars — Президент
2010 — Маленькая комната / La petite chambre — Эдмон
2012 — Ренуар. Последняя любовь / Renoir — Пьер-Огюст Ренуар